# Matjaž Kek
Matjaž Kek (Maribor, 9 settembre 1961) è un allenatore di calcio ed ex calciatore jugoslavo, dal 1991 sloveno, di ruolo difensore, commissario tecnico della Slovenia.

## Carriera

### Giocatore
Difensore centrale dalle buone doti di leadership, comincia la propria carriera professionistica con la squadra della sua città, il Maribor, nel 1979, prima di trasferirsi nelle divisioni minori austriache, allo Spittal/Drau, nel 1984. Dopo quattro stagioni si sposta al Grazer AK, nella Bundesliga austriaca, dove trascorre cinque anni. Tornato al Maribor, vi gioca dal 1995 al 1999, vincendo 3 campionati sloveni, prima del ritiro.

### Allenatore
Dopo aver smesso di giocare Kek è rimasto al Maribor nelle vesti di vice-allenatore fino al 2000, quando fu promosso al ruolo di allenatore. Nel 2000-2001 vinse il titolo e si ripeté nel 2002-2003.
Nel 2006 allenò la nazionale slovena Under-15 e poi l'Under-16. Il 3 gennaio 2007 fu nominato commissario tecnico della nazionale A, che condusse alla qualificazione al campionato del mondo 2010 vincendo gli spareggi contro la Russia grazie alla regola dei gol fuori casa. Dopo l'eliminazione nella fase a gironi di Sudafrica 2010, rimase in sella fino al 24 ottobre 2011, quando rescisse consensualmente con la federazione il proprio contratto come CT nazionale dopo aver fallito la qualificazione al campionato d'Europa 2012. Fu sostituito da Slaviša Stojanovič.
Ingaggiato dai sauditi dell'Al-Ittihad, fu esonerato due settimane dopo, l'8 febbraio 2012.
Il 27 febbraio 2013 assunse la guida dei croati del Rijeka, che condusse alla qualificazione ai gironi di UEFA Europa League nel 2013-2014 (annata in cui vinse anche la Coppa di Croazia) e nel 2014-2015. Nel 2014 guidò i suoi alla vittoria della Supercoppa di Croazia, poi chiuse al secondo posto in campionato nel 2013-2014, 2014-2015 e 2015-2016. Vinse anche il titolo croato, il primo nella storia del club, e la Coppa di Croazia nel 2016-2017, per uno storico double. Nel quinquennio alla guida della squadra ha ottenuto il record di vittorie per un allenatore del club e il record di panchine con il Rijeka. Il 24 ottobre 2016 divenne il tecnico da più tempo in carica sulla panchina della compagine croata. Nel giugno 2017 frimò un'estensione di contratto di tre anni e il 7 settembre seguente divenne l'allenatore da più tempo in carica sulla panchina di un club della massima serie croata. Il 6 ottobre 2018 si dimise dopo la sconfitta contro l'HNK Gorica per 2-1.
Il 27 novembre 2018 ha assunto la guida della nazionale slovena, dopo la breve gestione del traghettatore Igor Benedejčič.

## Statistiche

### Cronologia presenze e reti in nazionale
| Cronologia completa delle presenze e delle reti in nazionale ― Slovenia | Cronologia completa delle presenze e delle reti in nazionale ― Slovenia | Cronologia completa delle presenze e delle reti in nazionale ― Slovenia | Cronologia completa delle presenze e delle reti in nazionale ― Slovenia | Cronologia completa delle presenze e delle reti in nazionale ― Slovenia | Cronologia completa delle presenze e delle reti in nazionale ― Slovenia | Cronologia completa delle presenze e delle reti in nazionale ― Slovenia | Cronologia completa delle presenze e delle reti in nazionale ― Slovenia |
| Data                                                                    | Città                                                                   | In casa                                                                 | Risultato                                                               | Ospiti                                                                  | Competizione                                                            | Reti                                                                    | Note                                                                    |
| ----------------------------------------------------------------------- | ----------------------------------------------------------------------- | ----------------------------------------------------------------------- | ----------------------------------------------------------------------- | ----------------------------------------------------------------------- | ----------------------------------------------------------------------- | ----------------------------------------------------------------------- | ----------------------------------------------------------------------- |
| 18-11-1992                                                              | Larnaca                                                                 | Cipro                                                                   | 1 – 1                                                                   | Slovenia                                                                | Amichevole                                                              | -                                                                       | 78’                                                                     |
| Totale                                                                  |                                                                         | Presenze                                                                | 1                                                                       |                                                                         | Reti                                                                    | 0                                                                       |                                                                         |

#### Nazionale
| Squadra  | Naz                 | dal              | al              | Record | Record | Record | Record     | Record | Record | Record | Record |
| G        | V                   | N                | P               | GF     | GS     | DR     | % Vittorie |        |        |        |        |
| -------- | ------------------- | ---------------- | --------------- | ------ | ------ | ------ | ---------- | ------ | ------ | ------ | ------ |
| Slovenia | Slovenia (bandiera) | 3 gennaio 2007   | 24 ottobre 2011 | 49     | 20     | 9      | 20         | 61     | 45     | +16    | 40,82  |
| Slovenia | Slovenia (bandiera) | 27 novembre 2018 | in corso        | 59     | 27     | 19     | 13         | 94     | 60     | +34    | 45,76  |

#### Nazionale slovena nel dettaglio
| 2007                                | Slovenia        | Qualificazioni Euro 2008      | 5º nel Gruppo G, non qualificato                 | 12  | 2  | 5  | 5  | 16,67 | 9   | 16  | -7  |
| set.-ott. 2008                      | Slovenia        | Qualificazioni Mondiale 2010  | 2º nel Gruppo 3, qualificato dopo i play-off     | 4   | 2  | 1  | 1  | 50,00 | 5   | 3   | +2  |
| 2009                                | Slovenia        | Qualificazioni Mondiale 2010  | 2º nel Gruppo 3, qualificato dopo i play-off     | 6   | 4  | 1  | 1  | 66,67 | 13  | 1   | +12 |
| nov. 2009 (play-off)                | Slovenia        | Qualificazioni Mondiale 2010  | 2º nel Gruppo 3, qualificato dopo i play-off     | 2   | 1  | 0  | 1  | 50,00 | 2   | 2   | 0   |
| giu.-lug. 2010                      | Slovenia        | Mondiali 2010                 | 3º nel Gruppo C                                  | 3   | 1  | 1  | 1  | 33,33 | 3   | 3   | 0   |
| 2010                                | Slovenia        | Qualificazioni Euro 2012      | 4º nel Gruppo C, non qualificato                 | 4   | 2  | 1  | 1  | 50,00 | 7   | 3   | +4  |
| 2011                                | Slovenia        | Qualificazioni Euro 2012      | 4º nel Gruppo C, non qualificato                 | 6   | 2  | 1  | 3  | 33,33 | 4   | 4   | 0   |
| 2019                                | Slovenia        | Qualificazioni Euro 2020      | 4º nel Gruppo G, non qualificato                 | 10  | 4  | 2  | 4  | 40,00 | 16  | 11  | +5  |
| 2020                                | Slovenia        | UEFA Nations League 2020-2021 | 1º nel Gruppo 3 della Lega C, promosso in Lega B | 6   | 4  | 2  | 0  | 66,67 | 8   | 1   | +7  |
| 2021                                | Slovenia        | Qualificazioni Mondiale 2022  | 4º nel Gruppo H, non qualificato                 | 10  | 4  | 2  | 4  | 40,00 | 13  | 12  | +1  |
| 2022                                | Slovenia        | UEFA Nations League 2022-2023 | 3º nel Gruppo 4 della Lega B                     | 6   | 1  | 3  | 2  | 16,67 | 6   | 10  | -4  |
| 2023                                | Slovenia        | Qualificazioni Euro 2024      | 2º nel Gruppo H, qualificato                     | 10  | 7  | 1  | 2  | 70,00 | 20  | 9   | +11 |
| giu.-lug. 2024                      | Slovenia        | Euro 2024                     | Ottavi di finale                                 | 4   | 0  | 4  | 0  | &0,00 | 2   | 2   | 0   |
| 2024                                | Slovenia        | UEFA Nations League 2024-2025 |                                                  | 5   | 2  | 1  | 2  | 40,00 | 6   | 8   | -2  |
| Dal 2007 al 2011 e Dal 2019 ad oggi | Slovenia        | Amichevoli                    |                                                  | 28  | 13 | 8  | 7  | 46,43 | 45  | 27  | +18 |
| Totale Slovenia                     | Totale Slovenia | Totale Slovenia               | Totale Slovenia                                  | 113 | 49 | 30 | 34 | 43,36 | 155 | 105 | +50 |

## Palmarès

### Giocatore

#### Competizioni nazionali
- Campionato sloveno: 3

Maribor: 1996-1997, 1997-1998, 1998-1999
- Coppa di Slovenia: 2

Maribor: 1996-1997, 1998-1999

### Allenatore

#### Competizioni nazionali
- Campionato sloveno: 2

Maribor: 2000-2001, 2002-2003
- Supercoppa di Croazia: 1

Rijeka: 2014
- Campionato croato: 1

Rijeka: 2016-2017
- Coppa di Croazia: 2

Rijeka: 2013-2014, 2016-2017